# Lyonothamnus floribundus

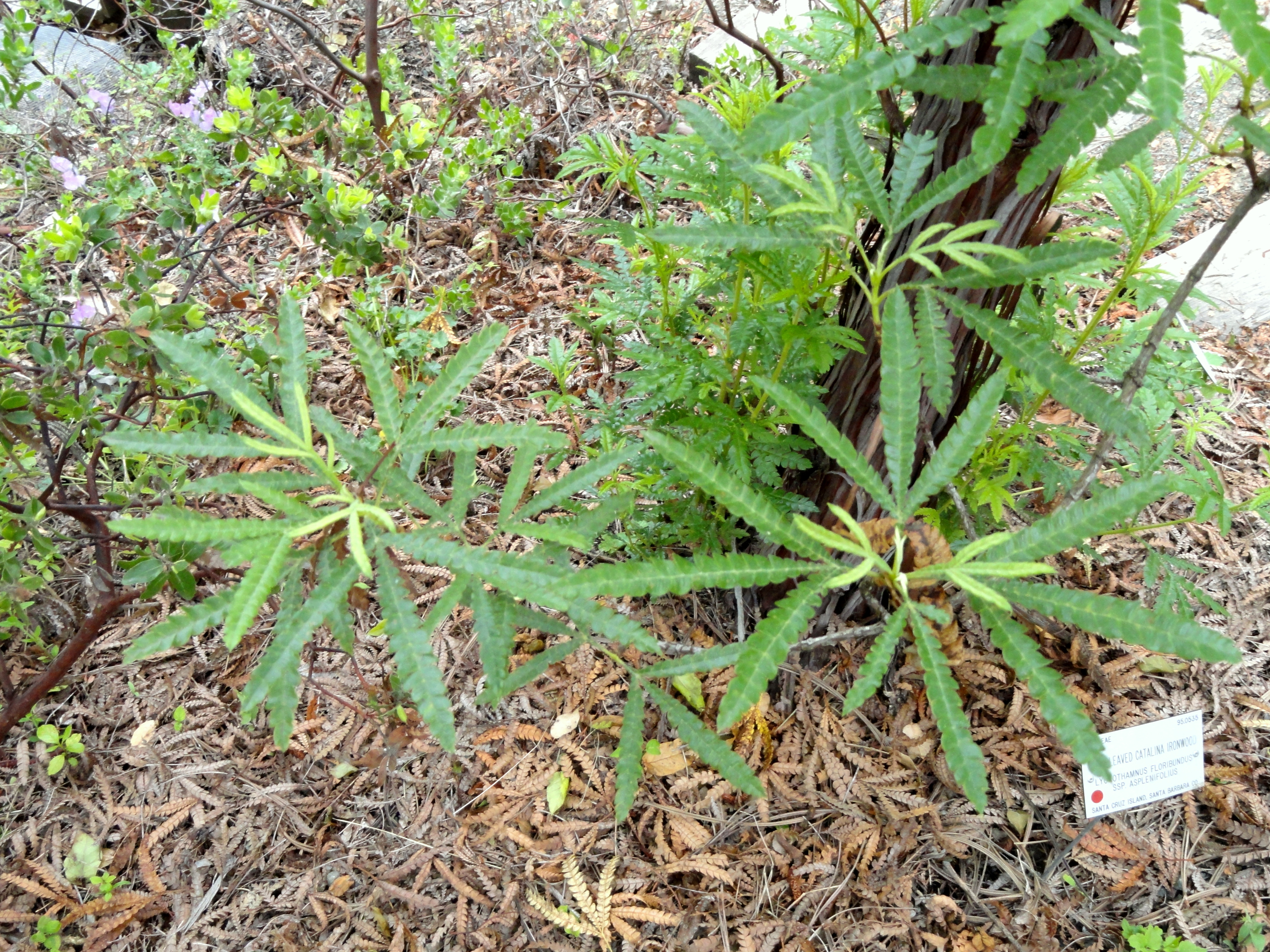
Vista de la planta

Lyonothamnus es un género monotípico de árboles en la familia Rosaceae, cuya única especie Lyonothamnus floribundus, es endémica de las  islas del canal de California, donde crece en el chaparral y en los bosques de encinos de las barrancas costeras. 
Es el único miembro de la tribu Lyonothamneae.

## Descripción
Es un árbol que crece hasta los 15 metros de altura, con la corteza desprendible grisácea o marrón rojiza. Las hojas perennes son brillantes, verde oscuro en el haz con envés de color más ligero y peciolos breves. Las dos subespecies tienen hojas de formas diversas. La inflorescencia es un racimo de flores blancas lanosas con numerosos, y cortos estambres de color whisky. La fruta es un par de fuertes folículos. 
Hay dos subespecies que son diferentes en morfología. La más común, aspleniifolius tiene hojas compuestas de foliolos lineares que se dividen en segmentos rectangulares, floribundus se limita solamente a la isla de Santa Catalina, las hojas tienen bordes lisos, no divididas ni en foliolos ni segmentos.

## Distribución
Actualmente es un género endémico geográficamente restringido a las islas del canal de California, que contiene una especie con dos subespecies. Los estudios fósiles han sugerido que el género abarcó una vez varias especies, todas menos una extintas, que crecieron en el suroeste de los Estados Unidos.

## Taxonomía
Lyonothamnus floribundus fue descrita por Asa Gray y publicado en Proceedings of the American Academy of Arts and Sciences 20: 292. 1885.